# Colin Clive
Colin Glenn Clive-Greig, (Saint-Malo, 20 de janeiro de 1900 - Los Angeles, 25 de junho de 1937) foi um ator britânico nascido na França.

## Biografia
Colin Clive era filho de um coronel inglês. Chegou a tentar a carreira militar, frequentando a Real Academia Militar de Sandhurst, mas uma queda de cavalo interrompeu seus planos, logo optou pelo teatro, participando da primeira montagem de Show Boat, em 1928. 
Tornou-se amigo do cineasta James Whale, que levou-o para Hollywood em 1930 para filmar Journey's End, no papel que já fizera no teatro. No ano seguinte, viveu seu personagem mais famoso, o Dr. Henry Frankenstein, nos clássicos Frankenstein e Bride of Frankenstein, ao lado de Boris Karloff. 
Um alcoólatra e de temperamento difícil, estrelou menos de vinte filmes, muitos deles melodramas de menor importância. 
Foi casado com a atriz Jeanne de Casalis, de 1929 até a morte dele em 1937. Na época, houve especulações de que a atriz era lésbica e Clive bissexual, por isso haviam se casado por conveniência. 
Clive morreu vítima de tuberculose aos 37 anos, doença que foi agravada pelo abuso da bebida.

## Filmografia
- The Woman I Love (1937)
- History Is Made at Night (1937)
- The Widow from Monte Carlo (1935)
- The Man Who Broke the Bank at Monte Carlo (1935)
- Mad Love (1935)
- The Girl from Tenth Avenue (1935)
- Bride of Frankenstein (1935)
- The Right to Live (1935)
- Clive of India (1935)
- Jane Eyre (1934)
- One More River (1934)
- The Key (1934)
- Looking Forward (1933)
- Christopher Strong (1933)
- Lily Christine (1932)
- Frankenstein (1931)
- The Stronger Sex (1931)
- Journey's End (1930)